# Administrator de sistem
Un administrator de sistem sau sysadmin este persoana ce se ocupă de întreținerea, configurarea și operarea corespunzătoare a calculatoarelor, în special cu utilizatori multipli, precum serverele.
Administratorul de sistem caută să asigure că uptime-ul, performanța, resursele și securitatea informatică a calculatoarelor pe care le gestionează întrunesc sau depășesc nevoile utilizatorilor, încadrându-se totodată în buget. 
Pentru a depăși aceste nevoi, un administrator de sistem poate achiziționa, instala și înlocui componente și software; oferi automatizări de rutină; menține politici de securitate; rezolva problemele; educa și/sau superviza angajații sau oferi suport tehnic pentru proiecte.

## Vezi și
- Administrator de rețea